# Athlétic Club Amiens
Athlétic Club Amiens Football é um clube de futebol de Amiens, França que disputa o Régional 3.

## História
O clube foi fundado em 1943.